# Clifford McLaglen
Cyril McLaglen (Stepney, 15 giugno 1892 – Huddersfield, 9 settembre 1978) è stato un attore britannico, attivo dal 1926 al 1936.

## Filmografia

### Cinema
- In the Blood, regia di Walter West (1923)

- Forbidden Cargoes, regia di Fred LeRoy Granville (1926)
- The Chinese Bungalow, regia di Sinclair Hill (1926)
- Boadicea, regia di Sinclair Hill (1927)
- The White Sheik, regia di Harley Knoles (1928)
- A Little Bit of Fluff, regia di Wheeler Dryden e Jess Robbins (1928)
- Ein Mädel und drei Clowns, regia di Hans Steinhoff (1928)
- Der Kampf ums Matterhorn, regia di Mario Bonnard e Nunzio Malasomma (1928)
- Yvette, regia di Alberto Cavalcanti (1928)
- Villa Falconieri, regia di Richard Oswald (1929)
- Nachtgestalten, regia di Hans Steinhoff (1929)
- Die Schmugglerbraut von Mallorca, regia di Hans Behrendt (1929)
- Terra senza donne (Das Land ohne Frauen), regia di Carmine Gallone (1929)
- Don Manuel, der Bandit, regia di Romano Mengon (1929)
- Sei gegrüßt, Du mein schönes Sorrent, regia di Romano Mengon (1930)
- Fundvogel, regia di Wolfgang Hoffmann-Harnisch (1930)
- Call of the Sea, regia di Leslie S. Hiscott (1930)
- Großstadtpiraten, regia di Hans Schönlank (1930)
- The Bermondsey Kid, regia di Ralph Dawson (1933)
- A Little Bit of Bluff, regia di Maclean Rogers (1935)
- The Mystery of the Mary Celeste, regia di Denison Clift (1935)
- Late Extra, regia di Albert Parker (1935)
- Off the Dole, regia di Arthur Mertz (1935)
- The Marriage of Corbal, regia di Karl Grune e Frederic Brunn (1936)